# 타나메라 페리 터미널
타나메라 페리 터미널(Tanah Merah Ferry Terminal)은 싱가포르 동부의 싱가포르 해협에 접한 국제 여객선 터미널이다.

## 개요
1995년 11월 10일에 개설되었다. 싱가포르 교외의 창이 국제공항과 창이 해군 기지의 남서쪽에 위치한 인도네시아의 빈탄, 바탐, 말레이시아의 조호르주에 국제 여객선을 취항하고 있다. 주로 리조트 방문객을 위한 교통편이지만, 일부 통근 루트도 있다.
이 터미널은 싱가포르 크루즈 센터가 운영하고 있으며, 체크인 시 발행되는 탑승권은 승선 회사에 관계없이 회사의 일반 비접촉식 IC 카드를 사용한다. 이 IC 카드는 출국심사장에 들어가기 직전 대기실에서 선창으로 나가는 출구, 승선구 세 곳에서 사용하고 승선구에서 직원이 회수한다.

## 시설
- 터미널 빌딩 (1 층)
  - 제한 구역 외

- 체크인 카운터, 수하물 체크인 카운터, 안내소, 매점, 푸드 코너, 환전소

- - 제한 구역 내

- 출발 보안 검색 장, 출국 심사 장, 대기실, 면세점, 푸드 코너
- 입국 심사 장, 수하물 수취 도착 보안 검사장 세관

- 부두 (제한 구역 내)
- 주차
- 버스 승강장
- 택시 승강장

## 정기 항로
편수는 하루 편도 운항 편수를 적는다.
- 테루쿠 · 세본(인도네시아 리아우 제도주 빈탄섬) 반다르 벤탄 탈라니 페리 터미널(Bandar Bentan Talani Ferry Terminal)로 알려져 있다.

빈탄 리조트 페리 - 매일 5 ~ 7편.
- 탄중피낭(인도네시아 리아우 제도주 빈탄섬)

펭귄 페리 서비스 - 매일 2 ~ 3회.
인도 팔콘 쉬핑 앤 트레블 - 매일 2 ~ 3회.
베루리안 페리즈 - 매일 3편
- 팔라우 로바무(인도네시아 리아우 제도 주 빈탄섬)

펭귄 페리 서비스 - 월 ~ 토 : 1 ~ 2편. 일요일과 공휴일 휴항.
- 논구사뿌라(인도네시아 리아우 제도 주 바탐)

바탐 패스트 - 매일 7 ~ 10편.
- 세바나 코브(말레이시아 조호)

인도 팔콘 쉽핑 앤 트레블 - 수 ~ 월 : 4 ~ 5편. 화요일 휴항.

## 교통
- MRT 동서 선 타나메라 역에서 버스(SBS 트랜짓 35 계통)를 타고 약 15분.
- 창이국제공항에서 택시로 약 10분
- 싱가포르 중심부에서 택시로 약 30분(이스트 코스트 파크 웨이를 통해)

## 주변
- 타나메라 골프 코스
- 라구나 내셔널 골프 코스
- 내셔널 서비스 리조트 앤 컨트리클럽
- 창이 국제공항
- 창이 (동쪽) 공군 기지
- 창이 해군 기지